# Дюран, Марк
Марк Дюран (фр. Marc Durand; род. 28 августа 1949, Сен-Самюэль, Квебек) — канадский пианист.
Учился в Школе имени Венсана д’Энди у Ивонны Юбер, затем в Филадельфии и Нью-Йорке, однако наибольшее влияние на него оказал Леон Флейшер. В 1975 г. завоевал первый приз на конкурсе пианистов имени Лешетицкого в Нью-Йорке. Дюран широко концертирует как солист и как аккомпаниатор (особенно с вокалистами), а также является одним из ведущих канадских пианистов педагогов, отличаясь особым вниманием к психолого-педагогической стороне обучения исполнительскому мастерству.